# Протасово (Малоархангельский район)
Протасово — село в Орловской области. Входит в состав Подгородненского сельского поселения Малоархангельского района. Населённый пункт воинской доблести (08.06.2017).

## География
Расположено на реке Сучья в 6 км к западу от райцентра — г. Малоархангельск. К западу от Протасово — железнодорожная станция Малоархангельск.

## Население
| 2002 | 2010 |
| ---- | ---- |
| 218  | ↘187 |

## История
В ревизских сказках Малоархангельского уезда за 1782 год оно называлось как «Степановское» и было владельческим поселением, принадлежавшим генерал-майору Петру Степановичу Протасову. Это название село получило от имени его отца. Чуть позже оно стало именоваться Протасово.
Согласно «Списку населенных мест Орловской губернии» от 1866 года, в Протасово тогда в 81 дворе проживало 1178 человек (14 человек на двор!). По данным на 1 января 2013 года, в селе Протасово Подгородненского сельского поселения Малоархангельского района числится 180 человек.

### Протасово во время ВОВ
Во время немецкой оккупации в селе действовала подпольная патриотическая организация во главе с Александром Бариновым. Члены её были связаны с командованием I Курской партизанской бригады, находившейся в Михайловских лесах, и с разведотделом 13-й армии, противостоявшей гитлеровцам на малоархангельском направлении.
В самом начале Орловско-Курской битвы (5—8 июля 1943 года) под Протасово развернулись кровопролитные бои.

## Достопримечательности
Мемориальный комплекс Протасово (воинские захоронения). Создано в 1943 году. Братская могила, в которой похоронено 3285 человек.

## Известные уроженцы
- Протасов, Пётр Степанович (1730—1794) — генерал-поручик, сенатор[4].
- Чечнева, Марина Павловна (1922—1984) — лётчица, Герой Советского Союза, во время Великой Отечественной войны командовала эскадрильей 46-го Таманского гвардейского ночного легкобомбардировочного полка, гвардии майор[5].